# ایلرت بوهم
ایلرت بوهم (نروژی: Eilert Bøhm; ۱۷ ژوئیهٔ ۱۹۰۰ – ۱ فوریهٔ ۱۹۸۲) ژیمناست هنری اهل نروژ بود.